# Metagonia secreta
Metagonia secreta is een spinnensoort uit de familie trilspinnen (Pholcidae). De soort komt voor in Mexico.